# Сельское поселение Псынадаха
Се́льское поселе́ние Псынада́ха — муниципальное образование в составе Зольского района Кабардино-Балкарской Республики.
Административный центр — село Псынадаха.

## Географическое положение
Муниципальное образование расположено в северной части Зольского района. В состав поселения входят два населённых пункта.
Площадь территории сельского поселения составляет — 42,55 км2.
Граничит с землями муниципальных образований: Зольское на западе, Залукокоаже на севере, Приречное на юго-востоке и с Зольским сельсоветом Ставропольского края на северо-востоке.
Территория, находящаяся в административном подчинении муниципального образования представляет собой два отдельно расположенных участка — присельский участок и чересполосный участок в урочище «Зольские пастбища». Присельский участок находится во второй природно-сельскохозяйственной зоне, относится к предгорному лесостепному поясу и представляет собой приподнятую предгорную равнину, с колебаниями абсолютных высот от 600 до 725 метров над уровнем моря, с общим уклоном с юго-запада на северо-восток. Поверхность предгорной равнины холмистая. Имеется много микро-рельефных понижений и повышений. Чересполосный участок в урочище «Зольские пастбища» расположен в средней части северо-восточного склона Джинальского хребта, в пределах горно-лесного пояса на высоте 800—1100 метров над уровнем моря. Вся территория участка сильно расчленена глубокими долинами и балками. Склоны водоразделов крутые и сильно покатые. Вершины водоразделов в настоящее время залужены многолетними травами и используются под сенокошение и выпас скота.
Почвенный покров предгорной лесостепи образует черноземы типичные и выщелоченные, серые и темно-серые лесные почвы. Климат умеренно тёплый. Среднегодовое количество осадков составляет около 1000 мм.

## История
Селение Псынадаха было основано в 1923 году, и в первый год своего существования административно подчинялось Залукокоажскому сельсовету.
В 1924 году Псынадахе было присвоен статус отдельной административной единицы и преобразован в Псынадахский сельсовет.
До 1937 года сельсовет находился в составе Нагорного района КБАССР. Затем передан в состав новообразованного Малкинского района (затем преобразованный в Зольский район), выделенного из части Нагорного района.
В 1957 году в Псынадахский сельсовет объединён с упразднённым Батехским.
В 1992 году Псынадахский сельсовет реорганизован и преобразован в Псынадахскую сельскую администрацию.
В 2005 году Законом Кабардино-Балкарской Республики от 27.02.2005 №13-РЗ «О статусе и границах муниципальных образований в Кабардино-Балкарской Республике», Псынадахская сельская администрация преобразовано в муниципальное образование, со статусом сельского поселения.

## Население
| 2002  | 2010  | 2012  | 2013  | 2014  | 2015  | 2016  |
| ----- | ----- | ----- | ----- | ----- | ----- | ----- |
| 2721  | ↗2816 | ↗2848 | ↗2877 | ↗2895 | ↗2908 | ↗2909 |
| 2017  | 2018  | 2019  | 2020  | 2021  | 2023  | 2024  |
| ↗2919 | ↗2924 | ↘2922 | ↗2940 | ↘2894 | ↗2907 | ↗2914 |

Процент от населения района — 5.73 %
За межпереписной период (с 2010 по 2021 год) население сельского поселения увеличилось на 78 чел. (+ 2,77 %).
Плотность — 68.48 км2.
Национальный состав
По данным Всероссийской переписи населения 2021 года:
| Народ                | Численность, чел. | Доля от всего населения, % | Доля от указавших нац-ть, % |
| -------------------- | ----------------- | -------------------------- | --------------------------- |
| кабардинцы (черкесы) | 2876              | 99,38 %                    | 99,45 %                     |
| * кабардинцы         | 2849              | 98,45 %                    | 98,51 %                     |
| * черкесы            | 27                | 0,93 %                     | 0,94 %                      |
| другие               | 16                | 0,55 %                     | 0,55 %                      |
| нет / не указано     | 2                 | 0,07 %                     | -                           |
| всего                | 2894              | 100 %                      | 100 %                       |

## Состав поселения
| № | Населённый пункт | Тип населённого пункта       | Население | Доля от населения (%) |
| - | ---------------- | ---------------------------- | --------- | --------------------- |
| 1 | Батех            | село                         | ↗1288     | 44,50 %               |
| 2 | Псынадаха        | село, административный центр | ↗1606     | 55,50 %               |

## Местное самоуправление
Администрация сельского поселения Псынадаха — село Псынадаха, ул. Ленина, 108.
Структуру органов местного самоуправления сельского поселения составляют:
- Глава сельского поселения Псынадаха — Пшукова Марина Сафарбиевна (с 30 августа 2024 года).
- Местная администрация (исполнительно-распорядительный орган) — администрация сельского поселения Псынадаха.

Аппарат местной администрации сельского поселения состоит из 7 человек.
- Представительный орган — Совет местного самоуправления сельского поселения Псынадаха. Состоит из 12 депутатов.

## Инфраструктура
- Дом культуры
- Участковые больницы

## Образование
В сельском поселении действуют:
- две средние школы
- три дошкольных учреждения

## Религия
В обоих селениях сельского поселения имеются мечети.

## Экономика
На территории сельского поселения развито растениеводство. Наиболее крупными предприятиями являются СХП «Псынадаха» и ООО «Тембот». СХП «Псынадаха» является одним из крупнейших арендаторов земли и производителем сельхозпродукции в республике.